# 和合石
和合石（わごうせき、広東語読み: ウォハプセク）は、香港新界北東部の住宅地区である。

## 概要
粉嶺のはずれの山すそにあり、高層住宅と、古くからの村の低層住宅が並存する。香港18区のひとつ北区に属する。香港を代表する公営大規模墓地のひとつ和合石墳場があることでも知られる。
和合石墳場は、映画『男たちの挽歌』のロケ地のひとつとして使われた場所で、エンドロールの鳴謝（スペシャルサンクス）の項目でも、明記されている。